# THRAK
THRAK is een muziekalbum van de progressieve rockgroep King Crimson. Het album verscheen in 1995 als vervolg op het mini-album VROOOM uit 1994.

## Review
King Crimson is de enige progressieve rockgroep van de jaren 60 die in de jaren 90 opnieuw levendige progressieve muziek maakte. Ze kwamen terug na een pauze van tien jaar met hun album THRAK, hun eerste album sinds "Three of a Perfect Pair" uit 1984. Robert Fripp wierf voor deze reïncarnatie van zijn klassieke groep twee nieuwe leden aan: Trey Gunn en Pat Mastelotto. De zes muzikanten combineerden hun instrumenten op een originele manier. Hoogtepunten zijn onder andere het drum-duet in "B'Boom" en de twee Belew/Fripp "Inner Garden" stukken. Er zijn ook verwijzingen naar eerdere King Crimson-albums, zoals in "VROOOM" dat een overblijfsel van Red bevat.

## Tracks
1. "VROOOM" (Adrian Belew, Bill Bruford Robert Fripp, Trey Gunn, Tony Levin, Pat Mastelotto) – 4:41
2. "Marine 475" (Belew, Bruford, Fripp, Gunn, Levin. Mastelotto) – 2:44
3. "Dinosaur" (Belew, Bruford, Fripp, Gunn, Levin. Mastelotto) – 6:39
4. "Walking On Air" (Belew, Bruford, Fripp, Gunn, Levin. Mastelotto) – 4:40
5. "B'Boom" (Belew, Bruford, Fripp, Gunn, Levin. Mastelotto) – 5:13
6. "THRAK" (Belew, Bruford, Fripp, Gunn, Levin. Mastelotto) – 4:01
7. "Inner Garden (Part I)" (Belew, Bruford, Fripp, Gunn, Levin. Mastelotto) – 1:49
8. "People" (Belew, Bruford, Fripp, Gunn, Levin. Mastelotto) – 5:56
9. "Radio (Part I)" (Belew, Bruford, Fripp, Gunn, Levin. Mastelotto) – 0:46
10. "One Time" (Belew, Bruford, Fripp, Gunn, Levin. Mastelotto) – 5:24
11. "Radio (Part II)" (Belew, Bruford, Fripp, Gunn, Levin. Mastelotto) – 1:05
12. "Inner Garden (Part II)" (Belew, Bruford, Fripp, Gunn, Levin. Mastelotto) – 1:18
13. "Sex Sleep Eat Drink Dream" (Belew, Bruford, Fripp, Gunn, Levin. Mastelotto) – 4:53
14. "VROOOM VROOOM" (Belew, Bruford, Fripp, Gunn, Levin. Mastelotto) – 5:52
15. "VROOOM VROOOM (Coda)" (Belew, Bruford, Fripp, Gunn, Levin. Mastelotto) – 3:03